# Die unsichtbare Flagge
Die unsichtbare Flagge (Untertitel: Ein Arzt erlebt den Krieg) ist ein weitgehend in der ersten Person Singular verfasster Erlebnisbericht von Peter Bamm, in dem dieser von seinen Erlebnissen und Erfahrungen als Chirurg in der Wehrmacht im Zweiten Weltkrieg berichtet. Das Buch erschien erstmals im Jahr 1952 im Kösel-Verlag, München.

## Buchstruktur
Das Buch ist gegliedert in 36 voneinander weitgehend unabhängige Kapitel, d. h. Kapitel, in denen jeweils von unterschiedlichen Ereignissen berichtet wird. Chronologisch folgen diese dem Verlauf des Deutsch-Sowjetischen Krieges; beginnend mit den Kampfhandlungen am Dnjestr, und endend mit der Flucht des Erzählers über die Ostsee nach Kopenhagen. Inhaltlich beschäftigen sich die Kapitel z. B. mit einzelnen Patienten, die der Autor im Rahmen seiner Tätigkeit behandelte, mit weiteren Angehörigen seiner Einheit und seinen Erfahrungen mit diesen, Erlebnissen mit der Zivilbevölkerung und mit Kriegsgefangenen usw.

## Haltung gegenüber dem Regime
Der Autor legt in seinen Formulierungen augenscheinlich Wert auf eine Abgrenzung zwischen Angehörigen seiner Einheit bzw. „normalen“ Angehörigen der Wehrmacht, und Anhängern des Nationalsozialismus; beispielsweise benutzt er durchgängig die Bezeichnung „Die Anderen“ für letztere, und bezeichnet Adolf Hitler durchgängig als den „primitiven Mann an der Spitze“. Gleichzeitig verhehlt er nicht, dass man um die Verbrechen der Nationalsozialisten wusste, sich aber nicht aktiv dagegen stellte („(...) Mauer an Mauer mit uns, sammelten sie [die Anderen] die Bürger Sewastopols, die jüdischen Glaubens waren, und töteten sie. (...) Wir wußten das. Wir taten nichts. (...)“ (vgl. Kapitel „Die letzte Maske“)).

## Sprache des Autors
Der Autor verwendet eine Sprache, die relativ reich an Bildern und teilweise beinahe schon philosophisch erscheinenden Formulierungen ist. Es gibt zahlreiche Anspielungen auf das antike Griechenland und auf die dazugehörige Literatur, beispielsweise die Argonautensage („Es war nicht das Goldene Vlies, es waren nicht die Schätze der Phäaken, die wir heimbringen sollten. Uns war bestimmt, an Haupt und Gliedern geschlagen zu werden, ehe wir in das Land unserer Väter zurückkehrten.“ (Kapitel „Peripetie“)), oder auch auf die Schlacht bei den Thermopylen (Kapitel „Wanderer, kommst Du nach Sparta…“).